# Vymývání mozku

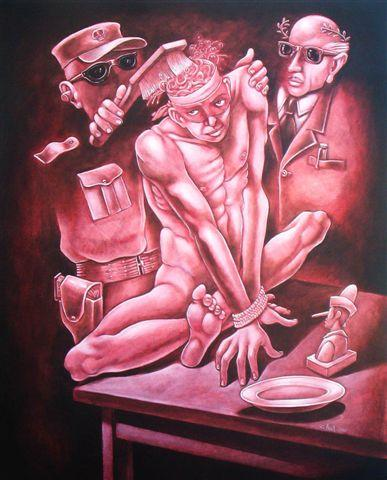
Satirické zobrazení vymývání mozků

Vymývání mozku, nebo též brainwashing je původně teorie o existenci technik směřující k ovlivňování jednoho, nebo více lidí tak, aby změnil svoje názory nebo chování, a to ve prospěch toho, kdo toto ovlivňování provádí. Nejčastější důvody této snahy jsou politické, náboženské a finanční, v moderní době jde i o problémy sexuální orientace. Při experimentování s kontrolou mysli však doposud nebylo dosaženo využitelného úspěchu. Podobné techniky ovlivňování jsou v některých zemích a dobách používány i při policejním a soudním vyšetřování, psychiatrické léčbě, výchovném působení, zejména na děti a mladistvé nebo na odsouzené osoby.
Slovo brainwashing se rozšířilo v hovorové mluvě i na další významy jako převýchova, (často nedobrovolná)[zdroj?] ve smyslu indoktrinace, nebo cílená změna názorů pomocí propagandy, např. opakováním sdělení jako jediné pravdy při současném zamezení přístupu k informacím.

## Původ termínu a pokusy CIA s kontrolou mysli
Termín „brain-washing“ původně vznikl během studené války, kdy jej začala používat CIA jakožto označení některých čínských přesvědčovacích praktik. Poprvé ho použil Edward Hunter (kniha Brain-washing in Red China: the calculated destruction of men’s minds z roku 1951). Tou dobou v USA probíhal projekt MKULTRA (ovlivňování mysli pomocí mučení, LSD a podobně) a byly vydány romány 1984 či 451 stupňů Fahrenheita, které takovou praxi (propaganda) nastiňují.
V roce 1979 John Marks ve své knize The Search for the Manchurian Candidate napsal, že až do faktického skončení programu MKULTRA v roce 1963 výzkumní pracovníci agentury nenašli žádnou spolehlivou cestu k vymývání mozku jinou osobou, jelikož všechny experimenty v určité fázi vždy končily buď zaseknutím se subjektu, amnesií nebo katatonií, což znemožňovalo jakékoliv provozní využití.
Původní teorie kontroly mysli je považována za pseudovědu.

## Vymývání mozku a nová náboženská hnutí
V roce 1987 odborníci spolu s American Psychological Association (pod intenzivním tlakem představitelů pro nová náboženská hnutí) odmítli hypotézy těch, kteří obvinili Církev sjednocení z vymývání mozků a nátlakového přesvědčování s tím, že jejich „závěry nemohou být považovány za vědecké v žádném myslitelném významu“.
Od roku 1990 soudy Spojených států amerických důsledně odmítají svědectví o kontrole mysli či vymývání mozků (brainwashingu) s odůvodněním, že tyto teorie nejsou součástí přijímané vědy podle tzv. Frye standardu z roku 1923. Navíc Ústava Spojených států amerických zaručuje svobodnou volbu víry, takže náboženské konverzi nemůže stát bránit.
Užití výrazu brainwashing je často užíváno antikultovními hnutími, kteří tímto výrazem označují proces konverze k náboženskému hnutí. Český sociolog Dušan Lužný popisuje vidění brainwashingu jako interpretaci procesu konverze věřících ze strany antikultovních hnutí jako „hrubé zjednodušení celé problematiky, jež je dáno ideologickými pohnutkami autorů z řad antikultovních hnutí, kteří v neschopnosti vidět diferencovanou pluralitu žitých světů sjednocují svět do jednoduchých tendenčních pouček“.
Z českých antikultovních hnutí o „nebezpečí brainwashingu“ mluví i Společnost pro studium sekt a nových náboženských hnutí, kde se vedle pojmů „vymývání mozků“, „reforma myšlení“, popř. „kontrola mysli“ (mind control), objevuje termín „mentální programování“ proužívaný lékařem Prokopem Remešem.
Americký psycholog Dick Anthony v kapitole 6 knihy „Misunderstanding Cults“ však uvádí, že termín „brainwashing“ má takové senzacionalistické konotace, že jeho užití poškozuje jakékoliv další vědecké zkoumání.

## Převýchova
Amnesty International upozornila v roce 2013 na případ, kdy čínská vláda oficiálně ukončila činnost převýchovných pracovních táborů (RTL - Re-education Through Labour) nazývaných též „brainwashing centra“, avšak tato změna je v mnoha případech pouze kosmetická a většina zařízení znovu otevřela a rozšířila svou činnost o „kurzy právní výchovy“, které jsou určeny především pro praktikující Fa-lun-kung, kteří jsou zde nuceni se vzdát své víry, často prostřednictvím mučení a jiného špatného zacházení.

## Stockholmský syndrom
Některé případy držených rukojmích či vězňů, kteří přijmou názory svých věznitelů a jsou schopni je i milovat (což nazýváme Stockolmským syndromem) se mohou podobat brainwashingu. Často jsou citovány případy úspěšného brainwashingu u některých amerických zajatců z doby Korejské války. Podle psychologů ale (technicky vzato) oběť přijímá tyto cizí názory za své aktivně.
Švédský psycholog Nils Bejerot popsal v roce 1973 známky chování rukojmích původního případu ve Stockholmu jako klasickou reakci brainwashingu.
V roce 1976 použil termín Stockholmský syndrom ve spojitosti s brainwashingem právník F. Lee Bailey při obraně původně unesené Patty Hearst, která byla odsouzena za bankovní loupež se zbraní v San Francisku. Obhajoba byla založena na tvrzení, že P. Hearst měla vymytý mozek. Soud však takovou obhajobu odmítl a P. Hearst byla odsouzena k sedmiletému vězení.

## Kolonizace
V případě kolonialismu je brainwashing citován v kontextu s vynucenou změnou kultury ať již například v Austrálii, nebo v Africe. Profesor Clive Whitehead ze Západoaustralské univerzity tvrdí, že původním obyvatelům Austrálie byly západními kolonizátory vymyty mozky aby zapomněli na svou kulturu a přijali západní kulturu. Podobně Adolphe O. Amadi popisuje koloniální vymývání mozků v Africe, kde nevedlo pouze k akulturaci, ale i k sociální diskontinuitě. Používané praktiky popisuje dopis belgického krále Leopolda II. koloniálním křesťanským misionářům. Původní obyvatelé tak odmítali svou víru a konvertovali ke křesťanství. V období, kdy Africké národy získaly nezávislost, bylo vymývání mozku spojováno s neokolonialismem a bývá také nazýváno „špiněním mozku“.

## Jiné významy
Při popularizaci vědy bývá použit termín kontrola mysli pro pokusy s mimosmyslovou komunikací. Avšak dle klubu skeptiků Sisyfos z neurovědeckého hlediska není možné mozek člověka cíleně řídit neboť neexistují žádné psychologické ani technické postupy, které by to umožnily.
Noam Chomsky tvrdí, že masmédia používají vymývání mozků, aby se lidé podřídili zájmům velkých společností a nazývá to propagandistickým modelem firemních sdělovacích prostředků. Chomsky také uvádí, že brainwashing je možný i při svobodě.
Cambridge Dictionary uvádí brainwashing jako snahu přesvědčit druhého pomocí opakování, že dané sdělení je pravdou a současně zamezení přístupu k jiným informacím. Jako příklad slouží snaha vlády vymýt lidem mozek tak, aby si mysleli, že válka je nevyhnutelná. Slovník Merriam-Webster navíc uvádí, že i přesvědčovací praktiky obchodníků mohou být považovány za vymývání mozků. Slovník Collins Dictionary také uvádí, že i dril může být jedno ze synonym brainwashingu.